# Reuzenaronskelk
De reuzenaronskelk (Amorphophallus titanum) is een plant uit de aronskelkfamilie (Araceae). 
De bloeiwijze van Amorphophallus titanum kan groter dan 3 m worden. De plant bestaat uit een bloeikolf (spadix), die omgeven wordt door een spatha (een schutblad). De geur van de plant trekt bestuivers aan als aaskevers (familie Silphidae) en vleesvliegen (familie Sarcophagidae).

## Bloeiwijze
De plant heeft de grootste onvertakte bloeiwijze van alle bekende planten. De grootste solitaire bloem is van Rafflesia arnoldii en de grootste vertakte bloeiwijze is van de parasolwaaierpalm (Corypha umbraculifera). Amorphophallus titanum is een aasbloem vanwege zijn geur van rottend vlees. Ook de eveneens stinkende R. arnoldii is een aasbloem. Beide soorten groeien in de regenwouden op Sumatra.
Mannelijke en vrouwelijke bloemen groeien in dezelfde bloeiwijze. De vrouwelijke bloemen gaan als eerste open en na twee dagen gaan de mannelijke bloemen open. Zo wordt zelfbestuiving voorkomen.
Als de bloeiwijze afsterft, wordt er één enkel blad gevormd ter grootte van een kleine boom, dat direct vanuit de bodem groeit. Het blad groeit op een bleekgroene steel, die zich aan de top in drieën vertakt en bestaat uit meerdere deelblaadjes. De bladstructuur kan tot 6 m lang en 5 m breed worden. Elk jaar sterft het blad af en wordt er een nieuw gevormd. Als de bolvormige wortelstok genoeg energie heeft opgeslagen, gaat de plant een rustperiode van vier maanden in. Hierna herhaalt de cyclus zich.

## Cultuur

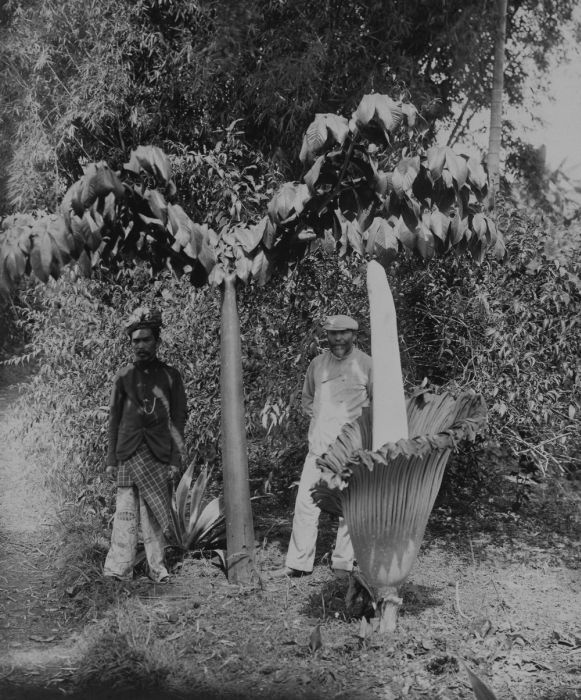
Twee verschillende soorten Amorphophallus planten in Sumatra waaronder een in bloei staande A. titanum (1900-1940), Collectie Wereldmuseum Amsterdam

Amorphophallus titanum groeit alleen in het wild in de equatoriale regenwouden op Sumatra. Hier werd de plant ontdekt in 1878 door de Italiaanse botanicus Odoardo Beccari. De plant bloeit ongeveer om de drie jaar in het wild en nog minder vaak in cultuur. De Plantentuin Meise bezit meerdere exemplaren die voor het eerst op 5 en 26 augustus 2008 in bloei kwamen. Op 15 maart 2011 en op 7 juli 2013 kwam er opnieuw een plant in bloei in Meise en ook op 8 maart 2016 en 26 juli 2016. In de Plantentuin van de Universiteit Gent kwam een exemplaar van de Reuzenaronskelk tot bloei op 9 en 10 juli 2015. In Nederland is de plant te vinden in de Hortus botanicus Leiden en deze bloeide op 14 juli 2022, 25 augustus 2008, en voor het eerst op 18 februari 1956.

Amorphophallus titanum
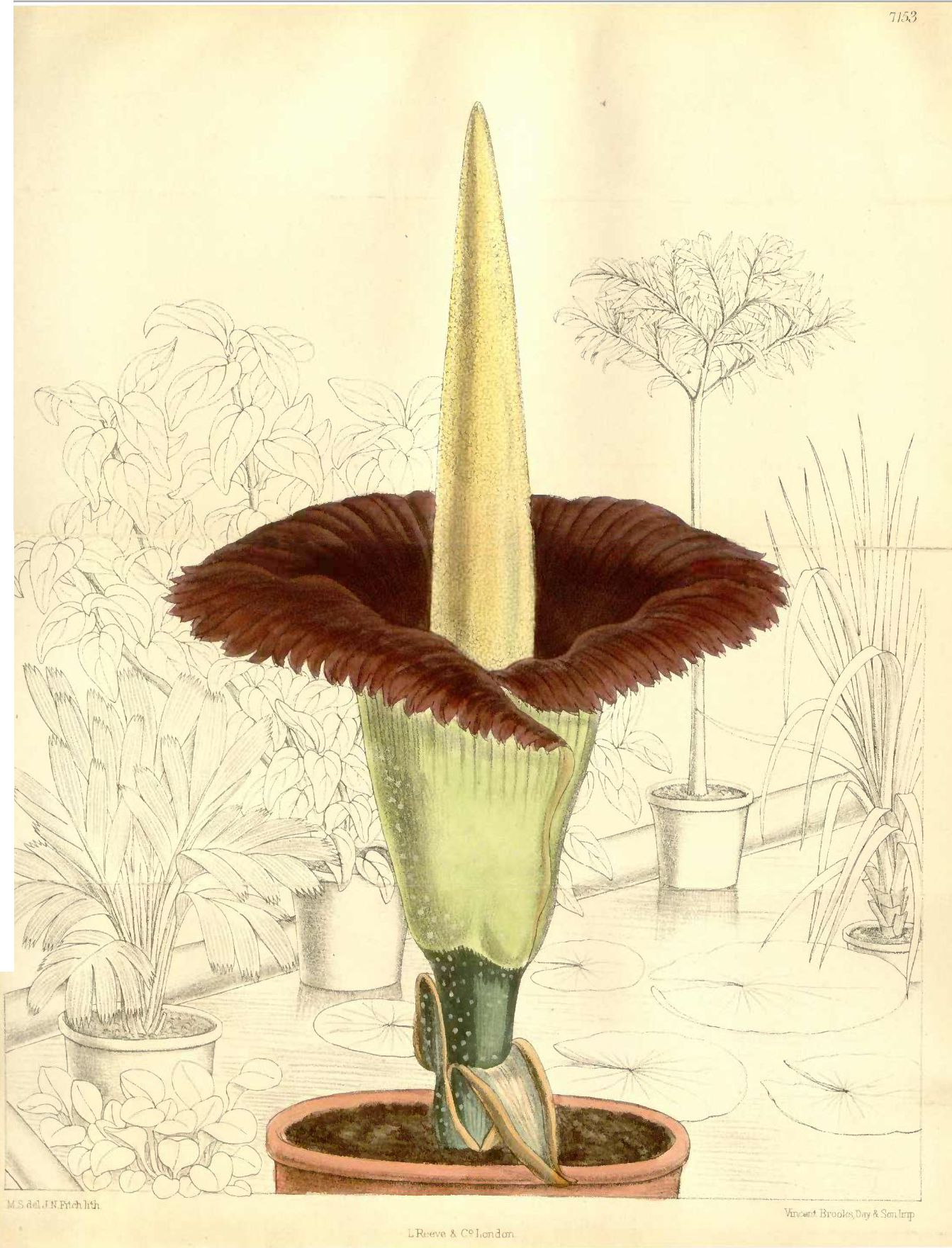
Amorphophallus titanum (1891), Matilda Smith, Curtis's Botanical Magazine
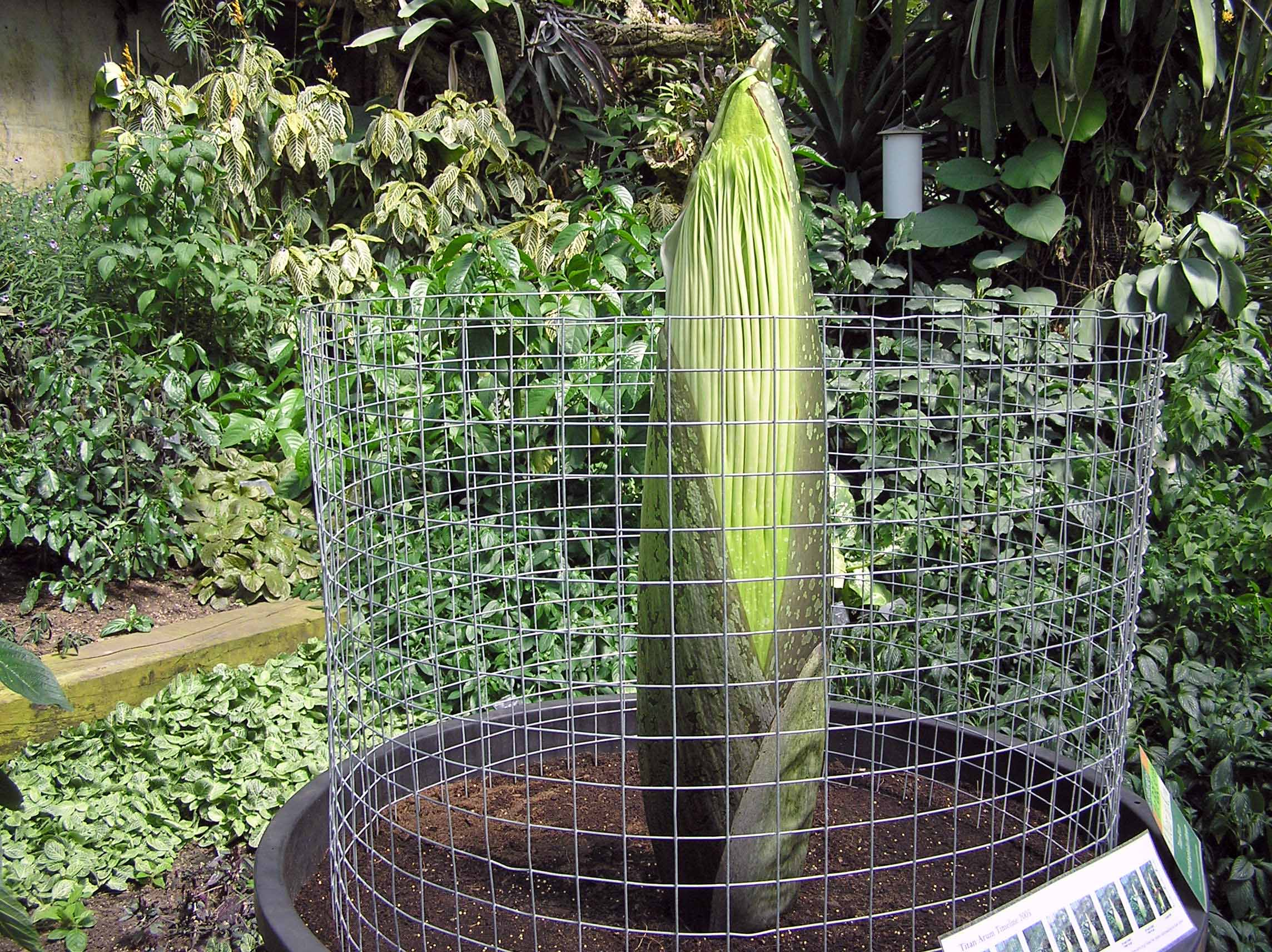
Tien dagen voordat de bloeiwijze zich opende in Kew Gardens (8 juni 2005)
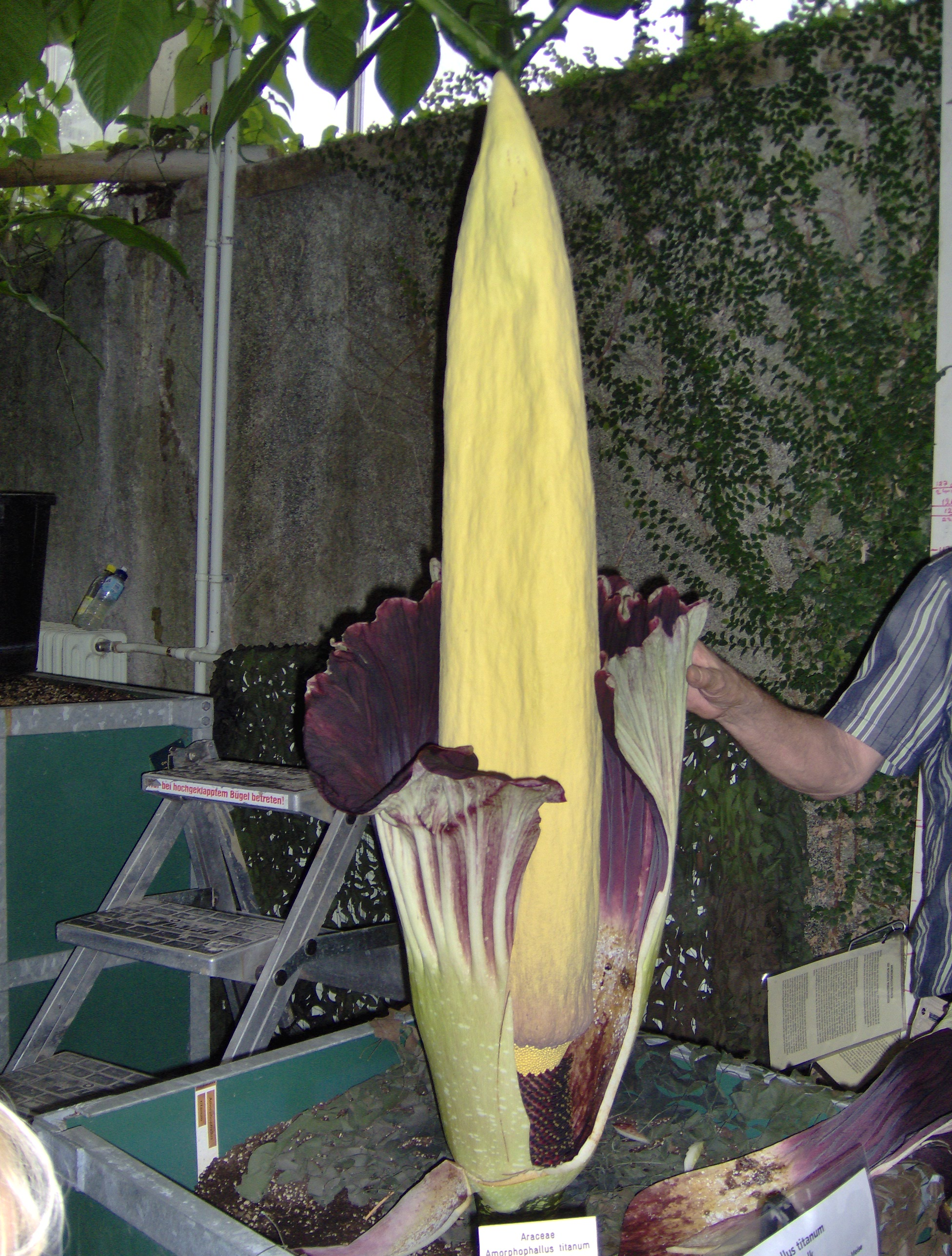
Een dag nadat de plant bloeide in de Hortus Botanicus Leiden (26 augustus 2008)
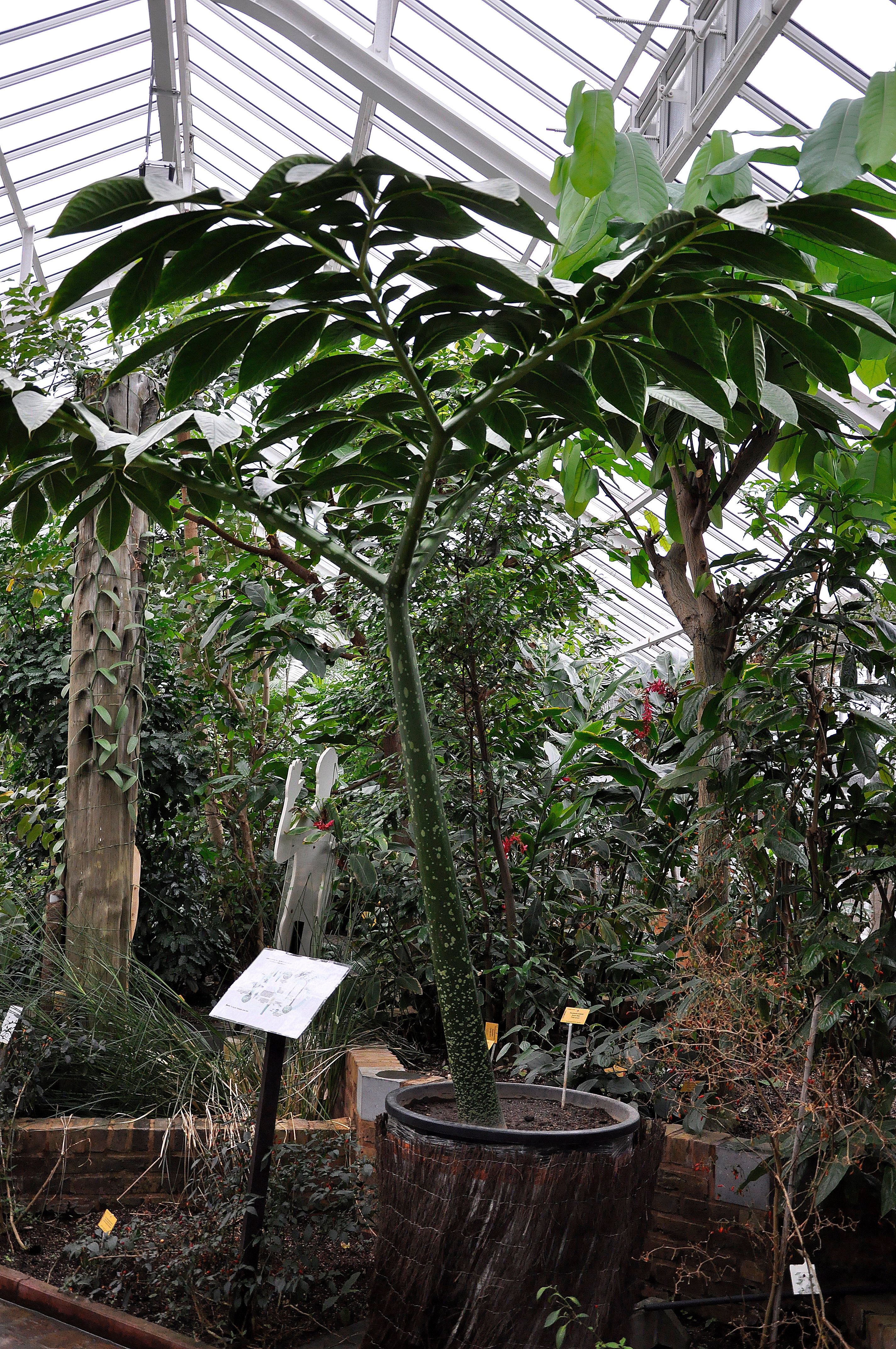
Amorphophallus titanum in de Nationale Plantentuin van België